# Fantasztikus Húsvéti Különkiadás
A Fantasztikus Húsvéti Különkiadás (Fantastic Easter Special) a South Park című rajzfilmsorozat 158. része (a 11. évad 5. epizódja). Elsőként 2007. április 4-én sugározták az Egyesült Államokban. Magyarországon 2008. május 30-án mutatta be az MTV.

## Cselekmény
|  | Alább a cselekmény részletei következnek! |

A Marsh család húsvétra készülődik és tojásokat fest, amikor Stan felteszi azt a kérdést, hogy ennek a hagyománynak mi köze van valójában Jézus feltámadásához. Az apja, Randy bizonytalan válaszát hallva dühösen elviharzik és egy bevásárlóközpontban faggatni kezd egy nyúlnak öltözött embert, aki Stan kérdezősködése után különös telefonbeszélgetést folytat le valakivel.
Stant nemsokára nyúljelmezes férfiak kezdik üldözni, de amikor hazatér, szembesül azzal, hogy az apja is közéjük tartozik. Randy beavatja fiát a titokba és elmeséli neki, hogy mindannyian a Nyúlon Túliak Társaságának tagjai, akik generációk óta a húsvét titkát őrzik. Ezután Stan a klubtagokkal tart azok rejtekhelyére, ahol megismeri a nagyra becsült Hógolyót, aki történetesen egy nyúl. Mielőtt azonban Stant is beavathatnák a titokba, nindzsák törnek be az épületbe mindenkit foglyul ejtenek, kivéve Stant és Hógolyót. Miután szemtanúja lesz annak, amint az események mögött álló Bill Donahue megöli az egyik klubtagot, Stan a legjobb barátjához, Kylehoz menekül, aki zsidó vallásúként ugyan semmit sem tud a húsvétról, de hajlandó segíteni neki.
Együtt meglátogatják Teabag professzot, aki ismeri a Nyúlon Túliak Társaságának titkát. Elmeséli nekik, hogy Leonardo Da Vinci is tagja volt a társaságnak és Szent Péter valójában egy nyúl volt. Azt is megmutatja nekik, hogy Az utolsó vacsora című festményen eredetileg egy nyúl ült Szent Péter helyén. Állítása szerint Jézus nem akarta egy emberre hagyni az egyház irányítását, mert senkiben sem bízott, de a nyulakat megvesztegethetetlennek tartotta, így őket szánta pápáknak. A nyulak emlékét őrzi a pápai korona is, melynek alakja egy nyúl fejéhez igazodik. Noha a katolikus egyház istenkáromlásnak állította be ezt a történetet, a Nyúlon Túliak Társaságának tagjai azért kezdték el a tojásfestést, hogy így megőrizzék a titkot. Teabag azt is megosztja Stannel és Kylelal, hogy Hógolyó Szent Péter egyenes ági leszármazottja. Hirtelen újabb nindzsák támadnak rájuk, de Teabag professzor egy rögtönzött bombával végez velük.
Stan és Kyle a Vatikánba utazik, ahol készek átadni Hógolyót a tagokért cserébe. Donahue azonban megszegi az ígéretét, de ekkor az egyik klubtag imáját meghallva Jézus a helyszínre érkezik. A pápa ugyan hallgatna rá, de Donahue ki akarja végezni Jézust, amiért szembeszállt a katolikus egyházzal. XVI. Benedek pápa ellenkezését látva Donahue Jézussal és Kylelal együtt őt is bezáratja és elveszi tőle a pápai koronát, majd felkészül a klub tagjainak tömeges kivégzésére. Jézus – mivel állítása szerint csak akkor vannak különleges képességei, ha meghal – arra kéri Kylet a börtönben, hogy ölje meg őt. Kyle ezt megtagadja, de miután megesketi Jézust, hogy erről sosem fog beszélni Eric Cartmannek, hajlandó a gyilkosságra. Jézus a rácsokon kívül támad fel, majd végez Bill Donahue-val. Hógolyót megválasztják pápának, Stan pedig összefoglalja, mit tanult az epizódból; azt, hogy máskor ne kérdezősködjön, hanem csak fesse a tojásokat és fogja be a száját.

## Utalások
- Az epizódban számos utalás történik A da Vinci-kód című könyvre és az abból készült filmre:
  - A Nyúlon Túliak Klubja a regényben szereplő állítólagos Sion-rend paródiája.
  - Teabag professzor célzás Leigh Teabing alakjára, beleértve azt, ahogyan a főszereplők elé tárja az összeesküvés részleteit.
- Amikor Stan a nyúlnak öltözött üldözői elől menekül és hazatérve rémülten szembesül azzal, hogy apja is hasonló jelmezt visel, a Tinifarkas (Teen Wolf) című horrorfilm egy közel azonos jelenetét parodizálja ki.
- Jézus fegyvere, melynek segítségével William Donahue-val végez, a Támadás a Krull bolygó ellen című filmből származik. A napszemüveges póz pedig célzás a Penge-filmekre. Donahue halálának lelassított ábrázolása a 300 című filmből lehet emlékezetes.
- A klubtagok összejövetelének jelenete (egészen a nindzsák támadásáig) majdnem teljesen megegyezik az Előre a múltba című film egyik hasonló jelenetével.
- Amikor Jézus megjelenik a Vatikánban, valaki megjegyzi, hogy "Jézus, mi azt hittük, hogy meghaltál Irakban!", utalás a 6. évad utolsó epizódjára, melyben Jézust valóban megölik.

## Érdekességek
- William A. Donahue, a Katolikus Liga vezetője az epizódban egy könyörtelen fanatikusként szerepel, aki még Jézus és a pápa megölésétől sem riadna vissza céljai eléréséhez. A nem éppen pozitív ábrázolás oka az, hogy Donahue többször is kemény szavakkal illette a South Park készítőit, elsősorban a Bloody Mary és a Rajzfilmek háborúja című epizódok miatt.
- Ebben a részben visszatér Jézus.

## Külső hivatkozások
- Fantasztikus Húsvéti Különkiadás Archiválva 2008. október 19-i dátummal a Wayback Machine-ben a South Park Studios hivatalos honlapon
- Fantasztikus Húsvéti Különkiadás az Internet Movie Database oldalon (angolul)